# Anna Aloys Henga
Anna Aacts Henga là một luật sư và nhà hoạt động người Tanzania nổi tiếng với các dịch vụ xã hội của mình, bao gồm các sáng kiến trao quyền cho phụ nữ như phối hợp cắt âm vật ở Tanzania. Cô cũng là một nhà hoạt động nhân quyền và được bổ nhiệm làm giám đốc điều hành của Trung tâm pháp lý và nhân quyền (LHRC). Năm 2015, cô được khuyến khích tranh cử tại cuộc tổng tuyển cử Tanzania. Cô cũng được biết đến với việc thúc đẩy những người phụ nữ khác tham gia vào chính trị ở Tanzania. Năm 2019, cô được vinh danh là một trong những người nhận Giải thưởng Phụ nữ Can đảm Quốc tế và nhận giải thưởng danh giá từ Bộ Ngoại giao Hoa Kỳ. Đáng chú ý, cô là một trong ba người phụ nữ đến từ châu Phi ngoài Moumina Houssein Darar (Djibouti) và Maggie Gobran (Ai Cập) để tôn vinh.